# Pilar do Sul (ort)
Pilar do Sul är en ort i Brasilien.   Den ligger i kommunen Pilar do Sul och delstaten São Paulo, i den sydöstra delen av landet, 900 km söder om huvudstaden Brasília. Pilar do Sul ligger 697 meter över havet och antalet invånare är 19 107.
Terrängen runt Pilar do Sul är platt. Det finns inga andra samhällen i närheten.
I omgivningarna runt Pilar do Sul växer i huvudsak städsegrön lövskog. Runt Pilar do Sul är det ganska glesbefolkat, med 38 invånare per kvadratkilometer.